# Santuario della Beata Vergine della Torre
Il santuario della Beata Vergine della Torre è un edificio di culto dedicato all'Annunciazione dell'angelo alla Madonna e posto molto dislocato dal centro urbano cittadino di Sovere sull'altura della val Borlezza in provincia e diocesi di Bergamo.

## Storia

### Le origini
La tradizione racconta che il santuario fu edificato per volontà di Carlo Magno nell'801, anno in cui aveva fatto edificare molti edifici religiosi, dopo aver conquistato i territori di Bergamo nel 774, ma non vi è testimonianza scritta che tra queste chiese vi fosse anche il santuario mariano anche se il territorio di Sovere risulta essere d'importanza strategica, essendo luogo di passaggio e collegamento tra il lago Sebino di Lovere, con la val Seriana, e quindi d'interesse durante il periodo longobardo. L'area fu importante anche per il vescovo di Lodi, che acquistò alcuni dei territori. Sono documentati anche possedimenti del monastero femminile bresciano di San Salvatore. 
L'informazione di questa prima edificazione, è però solo settecentesca, fu infatti scritta da Federico Corner nel suo «Notizie storiche delle apparizioni e delle Immagini più celebri»: 
(Federico Corner – 1761)
Il territorio nei primi anni del nuovo millennio vide la nascita di nuove famiglie importanti ed è proprio a una di queste che si deve la costruzione di un santuario mariano che nel 1169 papa Alessandro III concesse alla diocesi bergamasca durante il vescovato del vescovo Guala. La chiesa è citata come «Sancta Maria de Turris», ed è inserita nel Cencio Camerario del 1192 come «Sancta Maria de villa Suari in colle Thoris».
Il santuario viene citato anche dallo storico Ronchetti nello studio della diocesi di Bergamo, come presente sul territorio nel 1169.
Poche sono infatti le fonti scritte che consentano una ricostruzione di quale fosse la conformazione di questo primo edificio di culto, ma il nome medesimo riporta alla probabile presenza di una torre armigera d'origine medioevale, anche la posizione elevata fa considerare che questa struttura fosse posta a difesa del territorio venendo probabilmente usata dalle truppe guelfe che nella seconda metà del Trecento avevano distrutto Sovere.
I primi anni del XV secolo fu il Pandolfo III Malatesta a vendere parte della località a Castro e un'ulteriore parte a altri paesi della val Seriana.
Vi era in prossimità la strada che collegava Sovere a Cerete e quindi alla val Seriana, documentata la presenza del presidio militare anche nel 1571 quando la località fu visitata da san Carlo Borromeo, che si fermò presso il convento dei frati cappuccini di cui era appena terminata la costruzione.
Se nulla resta dell'antica chiesa, unica traccia è inserita nel muro a settentrione che riporta la datazione del 1486.

### La costruzione del Cinquecento
L'archivio della chiesa parrocchiale di Sovere, conserva documenti dal Cinquecento, e risulta che la cura del santuario era stata affidata a un gruppo di laici delle migliori famiglie, di cui si alternavano i rappresentanti. Nel 1528 è documentata una processione che dalla chiesa parrocchiale si portava presso il santuario quale segno di ringraziamento della comunità cittadina per essere stata salvata dall'epidemia della peste, corteo processionale che avrebbe dovuto ripetersi annualmente. Fu la relazione della visita pastorale del cardinale Carlo Borromeo dell'autunno del 1575, a darne una prima precisa descrizione. La chiesa aveva un'ampiezza di 14 metri per 19 di lunghezza, vi erano cinque altari di cui uno inserito nella cripta, sotto la zona presbiteriale. La visita portò a un maggior interesse da parte della comunità di Sovere che decise la ricostruzione della chiesa e il suo ammodernamento sotto la guida dell'allora parroco don Lorenzio Furnio e con l'autorizzazione vescovile per la demolizione di quanto già presente e la riedificazione.
Il “libro Mastro” conservato nella parrocchiale consente una ricostruzione precisa dei lavori con il primo pagamento avvenuto nel 1586 per la costruzione del coro su progetto di un certo “ingigniero di Bressa”; si considera quindi che la prima parte della chiesa oggetto di restauro è la zona del presbiterio, che fu progettato con due scale che permettevano l'accesso e allo scurolo dove era conservato un affresco mariano, passaggi che furono poi chiusi su ordine del vescovo Gregorio Barbarigo come indicato nella relazione della visita del 1659. Nel 1597 fu posta la pala d'altare opera di Gian Paolo Cavagna raffigurante l'Annunciazione. Gli stucchi furono realizzati nei primi anni del Seicento a opera di Lorenzo Porta di Osteno che avevano eseguito lavori presso la basilica mariana di Bergamo nel 1582. Di qualche anno successivo gli stucchi furono eseguiti per intervento di Battista Agazzi e del clusonese Alessandro Armanni. La zona fu affrescata per la doratura da Domenico Carpinoni e con i soggetti: Sibille, Visitazione, Adorazione dei pastori, del Cavagna è invece il dipinto Incoronazione della Vergine datato 1616, nonché la pittura della statua lignea raffigurante la Madonna col Bambino che fu descritta nella visita pastorale del vescovo Luigi Ruzzini: “Sopra detta scalinata dell'altare vi è una statua grande di legno della B. V. col Bambino in braccio ben fatta, et intagliata, et tuttora indorata, et due angioletti sopra in aria indorati uno per parte, che li fanno vago ornamento”.
Nei successivi anni del Seicento ebbe inizio la ricostruzione anche della navata, con la documentazione del trasporto delle colonne dal porto di Lovere, e del medesimo periodo la ricostruzione della cappella del Crocifisso, la cui edificazione è da considerarsi precedente come indicherebbe il crocifisso cinquecentesco opera di Martin Saifel.
Nonostante un'indulgenza concessa da papa Paolo V ai fedeli che visitavano la chiesa portando offerte, i lavori ebbero un periodo d'arresto, conseguenza della peste del 1630. Solo il decennio successivo si ripresero i lavori con la decorazione delle cappelle laterali dedicate a santa Lucia e san Gottardo, che risultano essere terminate nel 1655: “li doi altari a latere della chiesa della Madonna di Torre di Sovere sono stati refabricati, polliti, et sono provisti bene di tutte le cose necessarie”, affrescate da Francesco Bernardi, mentre gli altari in marmo furono realizzati dalla Bottega di Bartolomeo Manni nel 1669.
Il coro ligneo fu realizzato nel 1679 da Alessandro Armanni di Verona il quale si immortalò nei medaglioni, e nel 1683 la cantoria dove fu coadiuvato da Grazioso Fantoni il Vecchio. Risulta quindi che il santuario fu terminato nella sua ricostruzione del 1693. Nel Settecento il romito Vincenzo Calabria abitò in prossimità della chiesa commissionando a Andrea Fantoni le statue del Compianto, poi poste nella cappella adiacente. La presenza dei fedeli portò alla costruzione di locali presso la chiesa per il ristoro e il giardino antistante fu addobbato con fontane e aiuole. La torre campanaria fu realizzata solo nel 1712, dopo la demolizione di quella antica, e nel 1729 fu realizzato  il nuovo altare maggiore.

### Modifiche ottocentesche
Nel 1861 fu posizionato l'organo della famiglia Serassi con la creazione della cantorie e della cassa armonica a opera dell'intagliatore Giacomo Angelini di Rovetta.
Fu ricostruita la gradinata che accompagna al santuario negli anni 1874-1885 con lavori di restauro di tutte le opere pittoriche, e la costruzione del protiro. I lavori portarono il santuario a essere inserito, nel 1912, fra i monumenti nazionali.
Nel 1919 fu desiderio di incoronare l'immagine della Madonna annunziata che pare fosse molto antica, e che oralmente si racconta fosse apparsa su un fabbricato preesistente il santuario, e nel 1913 fu fatta richiesta al Capitolo di San Pietro affinché autorizzasse l'“incoronazione del divoto simulacro”. Ottenuta l'autorizzazione furono acquistate due corone, una in oro che viene posta sull'immagine della Vergine solo nelle feste solenni, mentre una in argento dorato è sempre posta sul dipinto. La corona fu posta con le celebrazioni solenni del 7 settembre 1919. L'immagine della Madonna è sicuramente a soggetto di Madonna annunciata faceva forse parte di un affresco andato in larga parte perduto.

## Descrizione

### Esterno
L'edificio di culto si trova sul pendio del monte a nord ovest di Sovere, dal classico orientamento liturgico con presbiterio rivolto a est e la facciata principale a ovest rivolta verso il monte, e anticipata da un ampio spazio erboso delimitato da fabbricati con la cappella del Crocifisso posta centralmente. Sul lato sud, a fianco della torre campanaria e dell'antica casa del romito, sono presenti gli archetti in cotto risalenti al 1486. La facciata si presenta in stile rinascimentale con porticato con cinque aperture ad arco rette da colonnine in pietra di Sarnico, poggianti su muretti con rivestiti sempre in pietra di Sarnico.
Due lesene laterali coronate da capitelli delimitano il portale e reggono la trabeazione e la lunetta dove è raffigurata l'Annunciazione. Due ampie finestre protette da inferriata sono poste lateralmente. All'interno si accede anche da altre due entrate laterali che riprendono quella principale e che presentano su quella a nord la scritta “Ave Gratia Plena Dominus Tecum”, mentre su quella a meridione,  “Ecce Ancilla Domini Fiat Mihi Secundum Verbum Tuum”.
Il lato a ovest rivolto verso Sovere, presenta le parti che sono le tre cappelle e le sagrestie, e visibilmente si presenta come parte di fabbricato di un periodo posteriore al resto della chiesa. Visibile è la torre posta sopra la zona presbiteriale a forma rettangolare completa di aperture sul lato maggiore. Un protiro conduce alla cappella inferiore della chiesa, e lateralmente si erge il campanile in pietra squadrata.

### Interno
L'interno si sviluppa su tre navate di cui quella centrale di maggior altezza e sono divise da due colonne in pietra in tre campate. L'aula si presenta completamente stuccata e dorata, riprendendo una caratteristica tipica dei santuari mariani del Seicento, in particolare le decorazioni volevano avere assonanze con la basilica di Santa Maria Maggiore di Bergamo. Le campate laterali hanno tutte le volte a crociera, e terminano in due altari.
La zona del presbiterio è a pianta quadrata molto ampia, e rialzata di quattro gradini. Presenta il tiburio a due registri, riconducibile allo stile milanese di Pellegrino Tibaldi e ornato dagli stucchi eseguiti da Lorenzo Porta di Osteno. Il coro absidale presenta una parte ad arco poco profonda con due pennacchi che ospitano due angeli tubicini ornati da tralci di vite. L'altare maggiore opera marmorea della bottega di Bartolomeo Manni per la parte della custodia che ospita il dipinto della Madonna annunciata, incoronata nel Novecento, e decorata da Andrea Fantoni, su commissione del romito Vincenzo Calabria con le due statue di angeli, a riprendere la raffigurazione degli angeli posti su propiziatorio dell'Arca dell'Alleanza.